# Manhunt international 2012
Ne doit pas être confondu avec Mister International 2012 ou Mister Monde 2012.
Manhunt international 2012 fut la seizième édition du concours mondial de beauté masculine Manhunt international. Le concours s’est déroulé le 9 novembre 2012 au Scala Theatre de Siam Square, à Bangkok, en Thaïlande. Parmi les 53 candidats de cette année (48 en 2011), ce fut June Macasaet des Philippines qui succéda au Chinois Chen Jian Feng.

## Résultats

### Classement
| Titre                      | Titre                      | Candidat                                                |
| -------------------------- | -------------------------- | ------------------------------------------------------- |
| Manhunt international 2012 | Manhunt international 2012 | Philippines – June Macasaet                             |
| 1er dauphin                | 1er dauphin                | Suède – Peter Bo Jonsson                                |
| 2e dauphin                 | 2e dauphin                 | Macao – Martin Wang                                     |
| 3e dauphin                 | 3e dauphin                 | Porto Rico – Jimmy Perez Rivera                         |
| 4e dauphin                 | 4e dauphin                 | Singapour – Jason Chee                                  |
| Demi-finalistes            | 6e place (ex æquo)         | Colombie – Jorge Perez Thaïlande – Mookkapon Posakabuth |
| Demi-finalistes            | 8e place                   | République dominicaine – Joel Perez                     |
| Demi-finalistes            | 9e place                   | Venezuela – Jeyco Estaba                                |
| Demi-finalistes            | 10e place                  | États-Unis – Andres Giraldo                             |
| Demi-finalistes            | 11e place                  | Suisse – Lavdrim Sylejmani                              |
| Demi-finalistes            | 12e place (ex æquo)        | Inde – Arry Dabas Lettonie – Ivan Jevstignjevs          |
| Demi-finalistes            | 14e place                  | Grèce – Thomas Gabriel                                  |
| Demi-finalistes            | 15e place                  | Danemark – Alexander Bach                               |

### Récompenses spéciales
| Titre                                                                          | Candidat                                                                                  |
| ------------------------------------------------------------------------------ | ----------------------------------------------------------------------------------------- |
| Mr Friendship (« M. Sympathie »)                                               | - Danemark – Alexander Bach                                                               |
| Mr Photogenic (« M. Photogénique »)                                            | - Inde – Arry Dabas                                                                       |
| Mr Physique (« M. Physique »)                                                  | - Macao – Martin Wang                                                                     |
| Mr Internet Popularity (« M. Popularité d’Internet », élu par les internautes) | - Singapour – Jason Chee                                                                  |
| New Urban Male Award (« Récompense du nouveau citadin »)                       | - Philippines – June Macasaet                                                             |
| Mr Personality (« M. Personnalité »)                                           | - Bahamas – Drew Palacious                                                                |
| Best Runway Model (« Meilleur mannequin au défilé »)                           | - Lettonie – Ivan Jevstignejevs                                                           |
| Best in National Costume (« Meilleur costume national »)                       | 1. Hong Kong – Guo Chuang Tao 2. Viêt Nam – Nguyễn Quang Huân 3. Venezuela – Jeyco Estaba |

## Participants
| Pays                   | Candidat                 | Âge    | Taille | Ville d’origine     |
| ---------------------- | ------------------------ | ------ | ------ | ------------------- |
| Afrique du Sud         | Armand du Plessis        | 23 ans | 1,85 m | Le Cap              |
| Albanie                | Greit Çollaku            | 18 ans | 1,90 m | Durrës              |
| Allemagne              | Cedric Pick              | 25 ans | 1,82 m | Remscheid           |
| Australie              | Lee Stramkowski          | 25 ans | 1,87 m |                     |
| Bahamas                | Drew Palacious           | 23 ans | 1,87 m | Freeport            |
| Belgique               | Alexander Pauwels        | 28 ans | 1,82 m |                     |
| Bolivie                | Diego Soto Arce          | 26 ans | 1,94 m | Cochabamba          |
| Bosnie-Herzégovine     | Tarik Šubara             | 18 ans | 1,90 m | Jablanica           |
| Brésil                 | Márcio Lusardo           | 28 ans | 1,88 m |                     |
| Bulgarie               | Daniel Georgiev          | 18 ans | 1,85 m |                     |
| Cambodge               | Sary Phanith             | 28 ans | 1,81 m |                     |
| Chine                  | Liu Mingxiong            | 30 ans | 1,85 m |                     |
| Colombie               | Jorge Perez              | 21 ans | 1,85 m |                     |
| Costa Rica             | Jorge Suarez             | 22 ans | 1,84 m | San José            |
| Danemark               | Alexander Bach           | 25 ans | 1,85 m | Rødovre             |
| Espagne                | Miguel Arce              | 22 ans | 1,85 m | Valtierra           |
| États-Unis             | Andres Giraldo           | 22 ans | 1,80 m |                     |
| France                 | Guillaume Reydel         | 25 ans | 1,80 m | Boulay-Moselle      |
| Grèce                  | Thomas Gabriel           | 22 ans | 1,82 m |                     |
| Hong Kong              | Guo Chuang Tao           | 20 ans | 1,88 m |                     |
| Inde                   | Arry Dabas               | 26 ans | 1,86 m | Bangalore           |
| Indonésie              | Akbar Kurniawan          | 24 ans | 1,80 m | Yogyakarta          |
| Iran                   | Farhad Mosaffa           | 23 ans | 1,84 m | Vancouver           |
| Japon                  | Shintaro Kato            | 21 ans | 1,81 m | Tokyo               |
| Lesotho                | Pubern Padayachee        | 27 ans | 1,84 m | Durban              |
| Lettonie               | Ivans Jevstignejevs      | 24 ans | 1,89 m |                     |
| Liban                  | Elie Najem               | 19 ans | 1,84 m | Jezzine             |
| Macao                  | Martin Wang              | 25 ans | 1,88 m |                     |
| Macédoine              | Martin Tasevski          | 24 ans | 1,89 m | Skopje              |
| Malaisie               | John Tan                 | 23 ans | 1,83 m |                     |
| Mexique                | Alejandro Herrera Garcia | 24 ans | 1,91 m |                     |
| Mongolie               | Bilguitei Buyankhishig   | 21 ans | 1,83 m | Bangkok             |
| Népal                  | Sanish Shakya            | 23 ans | 1,87 m | Katmandou           |
| Nigeria                | Stephen Bakare           | 30 ans | 1,93 m | Abeokuta            |
| Panama                 | Henry Rodriguez          | 23 ans | 1,90 m | Panama              |
| Pérou                  | Danny Peña               | 26 ans | 1,86 m | Tacna               |
| Philippines            | June Macasaet            | 29 ans | 1,85 m | Batangas            |
| Pologne                | Michał Danilewicz        | 24 ans | 1,88 m | Biała Podlaska      |
| Porto Rico             | Jimmy Perez Rivera       | 21 ans | 1,88 m | Corozal             |
| Portugal               | Arthur Barbosa           | 20 ans | 1,82 m | Récife              |
| République dominicaine | Joel Perez               | 23 ans | 1,83 m | Salvaleón de Higüey |
| République tchèque     | Adam Klavík              | 22 ans | 1,92 m | Záhoří              |
| Roumanie               | Andrei Malaescu Dumitriu | 25 ans | 1,80 m | Bacău               |
| Singapour              | Jason Chee (en)          | 24 ans | 1,83 m | Singapour           |
| Slovaquie              | Karol Malý               | 24 ans | 1,84 m | Bratislava          |
| Sri Lanka              | Madura Peiris            | 23 ans | 1,86 m | Moratuwa            |
| Suède                  | Peter Bo Jonsson         | 27 ans | 1,91 m | Upsal               |
| Suisse                 | Lavdrim Sylejmani        | 24 ans | 1,86 m | Lugano              |
| Taïwan                 | Fu Sheng-Chieh           | 30 ans | 1,83 m |                     |
| Thaïlande              | Mookkapon Posakabuth     | 27 ans | 1,79 m | Bangkok             |
| Turquie                | Bugra Tugrul             | 20 ans | 1,88 m | Istanbul            |
| Venezuela              | Jeyco Estaba             | 28 ans | 1,88 m | Petare              |
| Viêt Nam               | Nguyễn Quang Huân        | 24 ans | 1,85 m |                     |